# Actinopsis flava
Actinopsis flava is een zeeanemonensoort uit de familie Actiniidae. De anemoon komt uit het geslacht Actinopsis. Actinopsis flava werd in 1856 voor het eerst wetenschappelijk beschreven door Danielssen & Koren. 